# 樋口潮
樋口 潮（ひぐち うしお、1963年6月4日 - ）は、日本のテレビプロデューサー。群馬県高崎市出身、慶應義塾大学理工学部電気工学科卒業。
株式会社東京放送スポーツ局（現・TBSテレビ）、ドリマックステレビジョン取締役、モンスター・ナインおよびデジタルナイン、ゴールドエッグス代表取締役を歴任した。

## 来歴・人物
大学を卒業後、1986年にTBS（東京放送）に入社。放送業務局、プロ野球中継、バルセロナ五輪（1992年）などのスポーツ中継のディレクターを経て、1995年より始まった『スポーツマンNo.1決定戦』と『筋肉番付』を手がけた。
2003年7月1日、TBSスポーツからドリマックス・テレビジョンへ出向、後に転籍。同社で取締役を務めた後2005年に独立、自身の制作プロダクションである「株式会社モンスターナイン」(Monster9)を設立した。その後もテレビ番組のみならず、マッスルミュージカルのプロデュースや、世界初のスポーツテーマパーク「マッスルパーク」の運営など、プロデューサーとして活動の幅を広げた。
2011年11月11日、モンスター・ナインおよび関連会社のデジタルナインが倒産。翌12月に新会社「株式会社ゴールドエッグス」を始動。エデュケーションとエンターテイメントを融合したスポーツスクール事業をスタートさせた。以降は同社にて、後述するスポーツスクールやテーマパークの運営・プロデュースを主に手がける一方、2017年には新しいスポーツエンターテイメントとして「KuroOvi」を創設。翌年にはCS放送のファミリー劇場でも放送された。
2023年10月、株式譲渡によるハイアス・アンド・カンパニーのゴールドエッグス完全子会社化に伴い、同社の代表取締役を退任。

### テレビ番組
「筋肉番付」「スポーツマンNo.1決定戦」「世界陸上」「SASUKE」「ZONE」「K-1 WORLD MAX」「K-1 Dynamite!」など、TBS在籍時に数々のヒット番組に携わっており、これら以外では1997年よりTBSが中継を開始した「世界陸上」の総合演出・プロデュースも担当。キャスターに織田裕二と中井美穂を起用し、世界のトップアスリートの魅力を視聴者にわかりやすく伝える番組やPRのフォーマットを確立した。また、2001年の元旦に放送された「スポーツマンNo.1決定戦」を4時間半の番組に拡大し、『筋肉番付』終了まで20%・終了後も15 - 18%の高視聴率を保ったほか、「新春かくし芸大会」など他局の元日の番組を抑えて、2005年まで5年連続で同時間帯のトップを記録した。
前述したスポーツバラエティ番組だけでなく、スポーツ中継にも力を注いでおり、日本テレビが1987年から1995年まで持っていた「世界陸上」の日本での放送権を、TBSスポーツ部時代の1997年に獲得している。2000年から2005年には、TBSで格闘技中継を実施。中でも2001年の大晦日に行われた「INOKI BOM-BA-YE 2001」においては、メインとなった「安田忠夫VSジェロム・レ・バンナ」を跳ねさせた立役者として、樋口の名を石井和義が挙げており、その抜群のキャラクター付けの上手さと、大晦日に家族みんなで視聴することを見越した、感情移入できる仕掛けの丁寧さを評価している。
プロデューサーとして活動の幅を広げ、「SASUKE」においては2005年以降、台湾・香港で大ヒットを記録し、特にアメリカでは2009年より“NINJA WARRIOR”のタイトルで放送され、2021年現在までに13シーズンが制作されるなど高い支持を得た。この他にもイギリス、フランス、イタリアなど世界165の国と地域で放送されている。2007年12月からは「筋肉番付」も“Unbeatable Banzuke”という番組名で、世界各国にて放送されている。これら海外版においても、Original Creator Ushio Higuchi、created by Ushio Higuchiなどクレジットされている。
他方で、「SASUKE」や「KUNOICHI」などで見られた回を重ねる毎の難易度上昇や、「海筋肉王 〜バイキング〜」（フジテレビジョン、2005年 - 2007年）、「スポ★カジ」（テレビ朝日系列、2007年）でのスタッフや出演者起用の傾向などから、同様の企画や演出などを繰り返し他番組で用いるケースも少なくはない。こうした樋口の姿勢に対し、元フジテレビプロデューサーの横澤彪は「スポ★カジ」の放送に際し、「新味がなかった」「根本的には何も変わっていない」と痛烈に批判している。もっとも、同番組はテレビ朝日から「筋肉番付」と同様のものを制作してほしいという意向のもとに作られた経緯があることにも留意すべき必要はある。

### マッスルミュージカル
マッスルミュージカルにおいては、2001年の誕生からプロデュースを手がけており、2011年までに50回近くにわたって興行を実施。2004年には横浜市の全面協力を得てマッスルシアターを落成。2007年には渋谷にもマッスルミュージカル専用劇場「渋谷マッスルシアター」を建設した。
日本国内だけでなく海外公演も行い、2006年・2007年と2年連続でラスベガス公演を成功させた。2009年7月31日からラスベガスのインペリアルパレスホテル＆カジノにおいて『MATSURI』を演出・プロデュース、2011年4月5日には500公演を記録し、2011年7月までのロングラン公演となった。

### その他
「筋肉番付」関連のメディアミックス展開にも複数関与しており、『別冊コロコロコミック』掲載の漫画「筋肉番付外伝 怪傑!金剛くん」では原案・監修を、家庭用ゲーム（PS・PS2・GB・GBA版）では企画・監修を担当している。PSで発売された「筋肉番付VOL.2 〜新たなる限界への挑戦!〜」ではプレイヤーキャラクターの一人としても登場し、特定の条件を満たすことで、隠しキャラクター「うしおくん」として使用できる。
ゴールドエッグス設立直後の2012年には、“ワクワク楽しい日本を創る”をテーマに、スポーツスクール「ゴールドスクール」（サッカー・体操・空手など）を立ち上げ、2025年現在も東京・神奈川・埼玉などで18校を展開。また、2018年には新たなテーマパークとして、フィッシャーズ (YouTuber)と共同で「フィッシャーズパーク」をプロデュース。2019年からはアミューズメントスポーツクラブ「ニンジャ☆パーク」の運営を開始し、2025年1月現在では首都圏を中心に13店舗まで拡大。

## 担当番組
TBS系列
- 欽ちゃんのプロ野球好珍プレー（1993年～2001年）
- 最強の男は誰だ!壮絶筋肉バトル!!スポーツマンNo.1決定戦 (1995年1月 - 2010年1月)
- 筋肉番付シリーズ
  - 筋肉番付 (1995年10月 - 2002年5月)
  - 体育王国 (2002年10月 - 2003年9月)
  - 黄金筋肉(ゴールデンマッスル) (2003年10月 - 2004年6月)
- SASUKEシリーズ
  - SASUKE (1997年9月 - 継続中、2011年10月まで制作に関与)
  - KUNOICHI (2001年12月 - 継続中、2011年10月まで制作に関与)
- ZONE(1999年10月 - 2004年9月)
- サイボーグ魂(2002年10月 - 2003年3月)
- 格闘技中継
  - INOKI BOM-BA-YE (2001年・2002年)
  - K-1 プレミアム Dynamite!!(2001年 - 2005年)
  - K-1 ROMANEX
  - Dynamite!! 〜勇気のチカラ〜 (2003年 - 2010年)
  - K-1 WORLD MAX (2002年 - 2010年)
  - HERO'S(2005年 - 2007年)
- 世界陸上
  - 世界陸上アテネ大会(1997年)
  - 世界陸上スペイン大会(1999年)
  - 世界陸上カナダ大会(2001年)
- クチコミ(2006年 - 2007年)

フジテレビ系列
- 海筋肉王 〜バイキング〜 (2005年4月 - 2007年3月)
- VIKING (2005年 - 2007年)
- スポーツゲームバトル「家族の絆で１０００万円！！ファミ筋スペシャル」

テレビ朝日系列
- すくいず!　スポ★カジ (2007年6月 - 7月・9月)
- 頑張る人応援バラエティ 体育の時間(2007年10月 - 2008年2月)

テレビ東京系列
- 極上の休日(2003年10月 - 2004年3月)
- ソロモンの王宮(2004年4月 - 2005年10月)
- ソロモン流（2005年10月 - 2014年9月）

BS-i
- マッスルチャンネル (2007年4月 - 9月)

スカパー
- 究極のヒーローは誰だ!新スポーツエンターテインメント KuroOvi選手権（2018年）

BS-TBS
- 美活の㊙︎レシピ（2015年 - 2017年）

## ミュージカル
- マッスルミュージカル（2002年 - 2011年）

## スポーツパーク
- マッスルパークお台場（2006年 - 2011年）
- マッスルパーク千歳（2006年 - 2011年）
- フィッシャーズパーク（2018年 - 2019年）
- ニンジャ☆パーク（2019年 - ）

## 映画
- MUSCLE HEAT（出演　ケイン・コスギ、加藤雅也、哀川翔、竹中直人他）

## アニメ
- 金剛君の大冒険
- ゴールドマッスル

## マンガ
- 『別冊コロコロコミック』掲載の漫画「筋肉番付外伝 怪傑!金剛くん」

## 受賞歴
- 「報道30時間テレビ」 社長賞
- 「世界陸上アテネ大会」 社長賞
- 「スクランブル交差点を3歩で渡る男 世界ベストCFコンクール（IBA）プロモーション部門賞受賞」
- 「1999年度TBS年間優秀賞」
- 「筋肉番付スペシャル」「スポーツマンNo.1決定戦」社長賞
- 「2000年度TBS年間最優秀賞」
- 「ZONE」アジア太平洋放送連合（ABU）スポーツ番組部門賞受賞
- 「猪木軍 VS K-1最強軍全面対抗戦完全決着！！」社長賞
- 「スポーツマンNo.1決定戦XX」社長賞
- 「イノキボンバイエ 2002 最強の格闘王決定戦」社長賞
- 「monoマガジン スーパーグッズオブザイヤー2004」食品部門銅賞
- 「K-1 プレミアム 2004 Dynamite！！」社長賞

2005年横浜市より「筋肉ミュージカル」が地域社会に貢献したことを認められ、賞状・感謝状を贈られる。
この他にも各種受賞歴あり。

## ゲーム
- 筋肉番付vol.1〜俺が最強の男だ！〜（PlayStation）
- 筋肉番付vol.2〜新たなる限界への挑戦！〜（PlayStation）- 前述の通り、同作品のみ隠しキャラクターとして「うしおくん」名義でキャラクター化されている。
- 筋肉番付～ROAD TO SASUKE～
- 筋肉番付vol.3〜最強のチャレンジャー誕生！〜（PlayStation）
- 筋肉番付 マッスルウォーズ21　（PlayStation 2）